# Erika Ferraioli
Erika Ferraioli (Roma, 23 de marzo de 1986) es una deportista italiana que compitió en natación, especialista en el estilo libre.
Ganó cinco medallas en el Campeonato Mundial de Natación en Piscina Corta, en los años 2014 y 2016, siete medallas en el Campeonato Europeo de Natación entre los años 2008 y 2016, y ocho medallas en el Campeonato Europeo de Natación en Piscina Corta entre los años 2011 y 2017.
Participó en tres Juegos Olímpicos de Verano, entre los años 2008 y 2016, ocupando el sexto lugar en Río de Janeiro 2016, en la prueba de 4 × 100 m libre.

## Palmarés internacional
| Campeonato Mundial en Piscina Corta | Campeonato Mundial en Piscina Corta | Campeonato Mundial en Piscina Corta | Campeonato Mundial en Piscina Corta |
| Año                                 | Lugar                               | Medalla                             | Prueba                              |
| ----------------------------------- | ----------------------------------- | ----------------------------------- | ----------------------------------- |
| 2014                                | Doha (Catar)                        | Medalla de bronce                   | 4 × 100 m libre                     |
| 2014                                | Doha (Catar)                        | Medalla de bronce                   | 4 × 50 m estilos mixto              |
| 2016                                | Windsor (Canadá)                    | Medalla de plata                    | 4 × 100 m libre                     |
| 2016                                | Windsor (Canadá)                    | Medalla de plata                    | 4 × 50 m estilos                    |
| 2016                                | Windsor (Canadá)                    | Medalla de bronce                   | 4 × 50 m libre                      |
| Campeonato Europeo                  |                                     |                                     |                                     |
| Año                                 | Lugar                               | Medalla                             | Prueba                              |
| 2008                                | Eindhoven (Países Bajos)            | Medalla de plata                    | 4 × 100 m                           |
| 2012                                | Debrecen (Hungría)                  | Medalla de bronce                   | 4 × 100 m                           |
| 2014                                | Berlín (Alemania)                   | Medalla de oro                      | 4 × 100 m mixto                     |
| 2014                                | Berlín (Alemania)                   | Medalla de bronce                   | 4 × 100 m libre                     |
| 2016                                | Londres (Reino Unido)               | Medalla de plata                    | 4 × 100 m libre                     |
| 2016                                | Londres (Reino Unido)               | Medalla de plata                    | 4 × 100 m estilos                   |
| 2016                                | Londres (Reino Unido)               | Medalla de plata                    | 4 × 100 m libre mixto               |
| Campeonato Europeo en Piscina Corta |                                     |                                     |                                     |
| Año                                 | Lugar                               | Medalla                             | Prueba                              |
| 2011                                | Szczecin (Polonia)                  | Medalla de bronce                   | 4 × 50 m libre                      |
| 2013                                | Herning (Dinamarca)                 | Medalla de plata                    | 4 × 50 m libre mixto                |
| 2013                                | Herning (Dinamarca)                 | Medalla de bronce                   | 4 × 50 m estilos mixto              |
| 2015                                | Netanya (Israel)                    | Medalla de oro                      | 4 × 50 m libre                      |
| 2015                                | Netanya (Israel)                    | Medalla de oro                      | 4 × 50 m libre mixto                |
| 2015                                | Netanya (Israel)                    | Medalla de oro                      | 4 × 50 m estilos mixto              |
| 2015                                | Netanya (Israel)                    | Medalla de bronce                   | 4 × 50 m estilos                    |
| 2017                                | Copenhague (Dinamarca)              | Medalla de bronce                   | 4 × 50 m libre mixto                |